# U.S. Route 30 (Illinois)
La U.S. Route 30 o Ruta Federal 30 (abreviada US 30) es una autopista federal ubicada en el estado de Illinois. La autopista inicia en el oeste desde la US 30  hacia el este en la US 30 . La autopista tiene una longitud de 247,5 km (153.79 mi).

## Mantenimiento
Al igual que las carreteras estatales, las carreteras interestatales, y el resto de rutas federales, la U.S. Route 30 es administrada y mantenida por el Departamento de Transporte de Illinois por sus siglas en inglés IDOT.

## Cruces
La U.S. Route 30 es atravesada principalmente por la  I 88  US 52  I 39  I 55 .